# کونورآلان (گوینوجک)
کونورآلان (به ترکی استانبولی: Konuralan) یک منطقهٔ مسکونی در ترکیه است که در گوینوجک واقع شده‌است.